# Springfield Modelo 1866
El Springfield Modelo 1866 fue un fusil que empleaba la segunda variante del mecanismo de retrocarga diseñado por Erskine S. Allin. Originalmente desarrollado para transformar fusiles de avancarga a retrocarga, la modificación de Allin finalmente fue la base para el Modelo 1873, el primer fusil de retrocarga aprobado por el Departamento de Guerra de los Estados Unidos para su fabricación y suministro a los soldados estadounidenses.  

## Descripción
El Modelo 1866 corrigió los problemas encontrados en el primigenio Modelo 1865, en especial un extractor simplificado y mejorado, así como un superior cartucho de percusión central calibre 13 mm (.50; el Modelo 1865 empleaba un cartucho de percusión anular de 15 mm (.58) con mediocre desempeño balístico), entre otros cambios menores. Empleaba una robusta versión del cerrojo con bisagra diseñado por Erskine S. Allin, maestro armero del Springfield Armory.
Se transformaron aproximadamente 25.000 fusiles de avancarga Springfield Modelo 1863 en el Springfield Armory para su empleo por soldados estadounidenses, recalibrando sus cañones para una bala de 13 mm y añadiéndoles el cerrojo de bisagra. El fusil fue modificado para emplear el potente cartucho de percusión central .50-70 Government. A pesar de ser una importante mejora respecto al extractor del Modelo 1865, el extractor del Modelo 1866 todavía era excesivamente complejo y su resorte era proclive a romperse. Sin embargo, es una creencia errónea que la rotura del extractor ponía fuera de combate al fusil. En el manual de instrucciones oficial "Descripción y Reglas para el Manejo del Fusil de retrocarga Springfield Modelo 1866" de 1867, se menciona lo siguiente sobre un extractor y/o eyector roto: "Debe entenderse que el eyector y los resortes de fricción son accesorios antes que necesarios, por lo que el arma no es necesariamente inutilizada si uno o los dos se rompen, ya que el casquilo puede ser fácilmente retirado con los dedos después de ser aflojado por el gancho extractor". Por lo tanto, la "baqueta" del fusil efectivamente podía emplearse en caso de emergencia para retirar un casquillo atorado. Queda claro que el arma no era tan fácilmente inutilizada como a veces se creía.

## Historia
El Modelo 1866 fue suministrado a las tropas estadounidenses en 1867 y fue un factor importante en la Escaramuza del círculo de carretas y la Escaramuza de Hayfield, así como a lo largo de la Ruta Bozeman en 1867. La rápida cadencia de disparo que podía lograr desorganizaba las tácticas de ataque los Sioux y Cheyennes, que se habían enfrentado a fusiles de avancarga en la Masacre de Fetterman apenas unos meses antes. Los nuevos fusiles contribuyeron decisivamente a la supervivencia y al éxito de los soldados estadounidenses sobrepasados numéricamente en estos enfrentamientos.